# Diócesis de Spiš
La diócesis de Spiš (en latín: Dioecesis Scepusien(sis) y en eslovaco: Spišská diecéza) es una circunscripción eclesiástica latina de la Iglesia católica en Eslovaquia, sufragánea de la arquidiócesis de Košice. La diócesis fue sede vacante entre octubre de 2020 y septiembre de 2023, cuándo el papa Francisco nombró František Trstenský cómo un nuevo obispo de Spiš.

## Territorio y organización

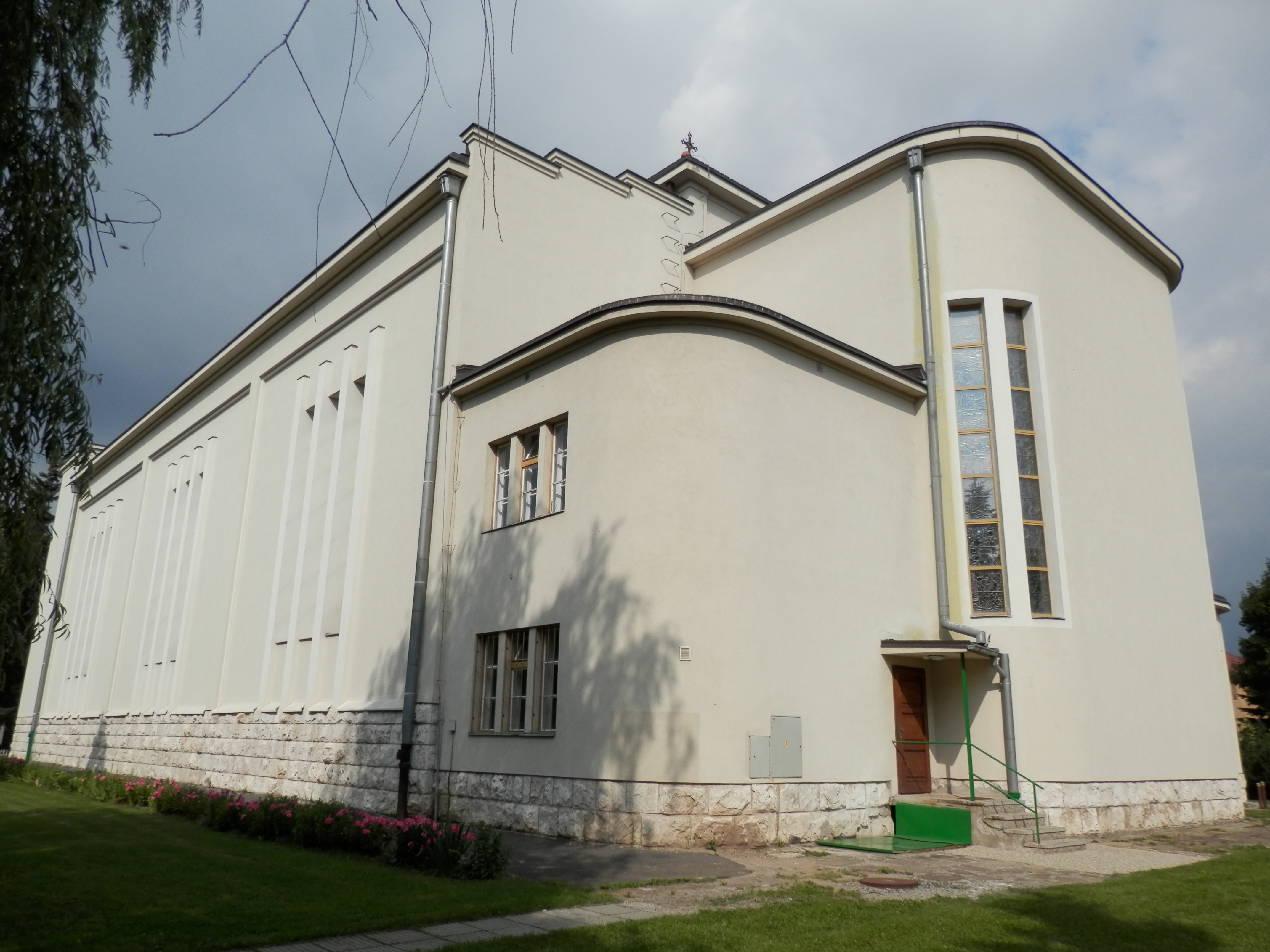
Concatedral de Nuestra Señora de los Dolores, Poprad

La diócesis tiene 7802 km² y extiende su jurisdicción sobre los fieles católicos de rito latino residentes en la región histórica de Spiš, que corresponde a los distritos de Dolný Kubín, Liptovský Mikuláš, Námestovo, Ružomberok y Tvrdošín en la región de Žilina y a los distritos de Kežmarok, Levoča, Poprad e a la parte occidental del distrito de Stará Ľubovňa en la región de Prešov y a la mayor parte del distrito de Spišská Nová Ves y a una parte del distrito de Gelnica en la región de Košice.
La sede de la diócesis se encuentra en la localidad de Spišská Kapitula (en el municipio de Spišské Podhradie) en donde se halla la Catedral de San Martín. En Poprad se encuentra la Concatedral de Nuestra Señora de los Dolores.
En 2020 en la diócesis existían 179 parroquias agrupadas en 13 decanatos.

## Historia
La diócesis fue erigida el 13 de marzo de 1776 con la bula Romanus pontifex del papa Pío VI, obteniendo el territorio de la arquidiócesis de Estrigonia, de la que originalmente era sufragánea.
El 3 de febrero de 1787 cedió once parroquias de rito bizantino a la eparquía de Mukácheve.
El 9 de agosto de 1804 pasó a formar parte de la provincia eclesiástica de la arquidiócesis de Eger.
El 2 de septiembre de 1937, como resultado de la bula Ad ecclesiastici del papa Pío XI, se convirtió en una diócesis inmediatamente sujeta a la Santa Sede.
Después de la Segunda Guerra Mundial, el obispo Ján Vojtaššák fue encarcelado durante mucho tiempo, primero durante unos meses en 1945, luego, después de una sentencia de 24 años por traición y otros delitos contra el régimen comunista, por lo que estuvo encarcelado desde 1950 hasta 1963. Liberado de prisión, se le prohibió residir en Eslovaquia y murió en el exilio después de menos de dos años. Su causa de beatificación se introdujo en 1996. Tras el encarcelamiento del obispo y su auxiliar Štefan Barnáš ya no fue posible administrar el sacramento de la Confirmación en toda la diócesis de Spiš, hasta que las condiciones políticas cambiaron con la Primavera de Praga. Por ejemplo, en la parroquia de Levoča, las confirmaciones se administraron el 19 de octubre de 1969, por primera vez en veinte años, y 3097 fieles fueron confirmados en un solo día. Después de la normalización de 1970 ya no fue posible continuar con la entrega de la Confirmación.
El 30 de diciembre de 1977, cuando se creó la arquidiócesis de Trnava, Spiš se convirtió en sufragánea.
El 31 de marzo de 1995, con la elevación de Košice a sede metropolitana, Spiš volvió a cambiar de provincia eclesiástica.

## Estadísticas
De acuerdo al Anuario Pontificio 2021 la diócesis tenía a fines de 2020 un total de 468 647 fieles bautizados.
| Año                                                                             | Población            | Población | Población      | Sacerdotes | Sacerdotes    | Sacerdotes    | Bautizados por sacerdote | Diáconos permanentes | Religiosos | Religiosos | Parroquias |
| Año                                                                             | Bautizados católicos | Total     | % de católicos | Total      | Clero secular | Clero regular | Bautizados por sacerdote | Diáconos permanentes | Varones    | Mujeres    | Parroquias |
| ------------------------------------------------------------------------------- | -------------------- | --------- | -------------- | ---------- | ------------- | ------------- | ------------------------ | -------------------- | ---------- | ---------- | ---------- |
| 1949                                                                            | 306 931              | 324 780   | 94.5           | 306        | 264           | 42            | 1003                     |                      | 53         | 485        | 162        |
| 1969                                                                            | 392 594              | 479 005   | 82.0           | 187        | 187           |               | 2099                     |                      |            | 19         | 152        |
| 1980                                                                            | 411 137              | 504 841   | 81.4           | 228        | 203           | 25            | 1803                     |                      | 29         | 139        | 155        |
| 1990                                                                            | 439 392              | 546 413   | 80.4           | 228        | 186           | 42            | 1927                     |                      | 44         | 206        | 155        |
| 1999                                                                            | 432 382              | 581 920   | 74.3           | 320        | 286           | 34            | 1351                     |                      | 40         | 300        | 172        |
| 2000                                                                            | 435 894              | 585 432   | 74.5           | 322        | 291           | 31            | 1353                     |                      | 37         | 307        | 172        |
| 2001                                                                            | 426 818              | 572 008   | 74.6           | 326        | 292           | 34            | 1309                     |                      | 44         | 318        | 173        |
| 2002                                                                            | 441 554              | 584 667   | 75.5           | 337        | 295           | 42            | 1310                     |                      | 49         | 286        | 175        |
| 2003                                                                            | 446 651              | 600 033   | 74.4           | 345        | 303           | 42            | 1294                     |                      | 58         | 277        | 177        |
| 2004                                                                            | 447 050              | 583 633   | 76.6           | 347        | 305           | 42            | 1288                     |                      | 58         | 282        | 177        |
| 2010                                                                            | 454 630              | 603 600   | 75.3           | 339        | 299           | 40            | 1341                     |                      | 48         | 294        | 177        |
| 2014                                                                            | 439 022              | 591 651   | 74.2           | 327        | 284           | 43            | 1342                     | 1                    | 55         | 278        | 178        |
| 2017                                                                            | 449 084              | 600 782   | 74.7           | 323        | 278           | 45            | 1390                     | 1                    | 58         | 248        | 178        |
| 2020                                                                            | 468 647              | 602 905   | 77.7           | 374        | 332           | 42            | 1253                     | 1                    | 55         | 256        | 179        |
| Fuente: Catholic-Hierarchy, que a su vez toma los datos del Anuario Pontificio. |                      |           |                |            |               |               |                          |                      |            |            |            |

## Episcopologio
- Karol Salbeck † (16 de septiembre de 1776-15 de junio de 1785 falleció)
  - Michael Léopold Brigido † (21 de agosto de 1787-7 de abril de 1788 nombrado arzobispo de Liubliana) (obispo electo)
- Ján Révay † (7 de abril de 1788-9 de enero de 1806 falleció)
- Michael Léopold Brigido † (23 de marzo de 1807-23 de julio de 1816 falleció)
- Ján Ladislav Pyrker, O.Cist. † (21 de diciembre de 1818-2 de octubre de 1820 nombrado patriarca de Venecia)
  - Sede vacante (1820-1823)
- Jozef Bélik † (24 de noviembre de 1823-5 de marzo de 1847 falleció)
  - Vincent Jekelfalussy † (junio de 1848-1849 renunció) (obispo electo)
- Ladislav Zábojský † (30 de septiembre de 1850-11 de septiembre de 1870 falleció)
- József Samassa † (26 de junio de 1871-25 de julio de 1873 nombrado arzobispo de Eger)
- Juraj Császka † (15 de junio de 1874-17 de diciembre de 1891 nombrado arzobispo de Kalocsa)
- Pál Szmrecsányi † (17 de diciembre de 1891-25 de junio de 1903 nombrado obispo de Oradea)
- Alexander Párvy † (25 de junio de 1904-24 de marzo de 1919 falleció)
- Ján Vojtaššák † (16 de diciembre de 1920-4 de agosto de 1965 falleció)
  - Sede vacante (1965-1989)
- František Tondra † (26 de julio de 1989-4 de agosto de 2011 retirado)
- Štefan Sečka † (4 de agosto de 2011-28 de octubre de 2020 falleció)
  - Sede vacante, 2020–2023
- František Trstenský